# Sassetta (målare)
Sassetta, egentligen Stefano di Giovanni, född 1394 i Siena, död 1450 i Siena, var en italiensk målare under ungrenässansen, verksam i Siena.
Sassettas mest betydande verk består av en svit målningar med motiv ur den helige Franciskus liv.